# Sin-Decade
 (juin 2019).
 (juin 2019).
Albums de Pretty Maids
Jump the Gun Scream
Sin-Decade est le quatrième album studio du groupe de heavy metal Pretty Maids, sorti le 20 février 1992.

## Liste des chansons
| 1.    | Running Out                              | 4:00 |
| 2.    | Who Said Money                           | 3:42 |
| 3.    | Nightmare In The Neighbourhood           | 4:57 |
| 4.    | Sin-Decade                               | 4:33 |
| 5.    | Come On Tough, Come Of Nasty             | 3:12 |
| 6.    | Raise Your Flag                          | 3:48 |
| 7.    | Credit Card Lover                        | 4:04 |
| 8.    | Know It Ain't Easy                       | 4:04 |
| 9.    | Healing Touch                            | 4:02 |
| 10.   | In The Flesh                             | 3:23 |
| 11.   | Please Don't Leave Me (John Sykes Cover) | 5:15 |
| 45:00 |                                          |      |